# Jakovlev Jak-23
Jakovlev Jak-23 (rusky: Як-23, kód v rámci USAF/DOD: Type 28, v kódu NATO Flora) byl sovětský proudový stíhací letoun s přímým křídlem. Představoval zcela novou konstrukci, jen zdánlivě navazující na předchozí typ Jak-17. Ve skutečnosti s ním zachovává jen základní koncepci proudového letounu s přímým křídlem, jednoduchými ocasními plochami, příďovým zatahovacím podvozkem a motorem zavěšeným pod přídí, s výstupní rourou pod trupem na úrovni odtokové hrany křídla. Jednou z novinek, oproti konstrukci typu Jak-17, mj. představovalo i použití zcela nových laminárních profilů vyvinutých v CAGI. Šlo vysloveně o přepadový stíhací letoun, určený k záchytnému stíhání bombardovacích letounů. Praktický dostup typu Jak-23 byl omezen na cca 10 000 metrů, protože pilotní kabina nebyla přetlaková (to ovšem pro původně plánované nasazení, tj. boj proti strategickým bombardérům poháněným pístovými motory, nepředstavovalo nějaký závažný handicap[zdroj?]).

## Vývoj
Prototyp Jaku 23 byl zalétán v červenci 1947, poprvé s ním vzlétl zkušební pilot M. I. Ivanov, v srpnu již byl předán ke zkouškám do NII VVS.
Sériová výroba byla zahájena v březnu 1948, ale typ byl poměrně záhy překonán stroji MiG-15, takže v Sovětském svazu byla výroba ukončena již koncem roku 1950, po dokončení 310 strojů (Jak-23 a menší množství dvoumístných cvičných letounů UTI Jak-23 s delším trupem). Rovněž se již nerealizovala chystaná licenční výroba v Polsku a Československu (zde se rovněž připravovala licenční výroba motorů RD-500, které měly být dodávány jako M-02).
V Československu se zachoval jeden z dvanácti dodaných Jaků 23 (byly dodány roku 1949, v československém vojenském letectvu létaly s označením S-101), stroj výrobního čísla 10101 (HX-51).

## Uživatelé
Albánie

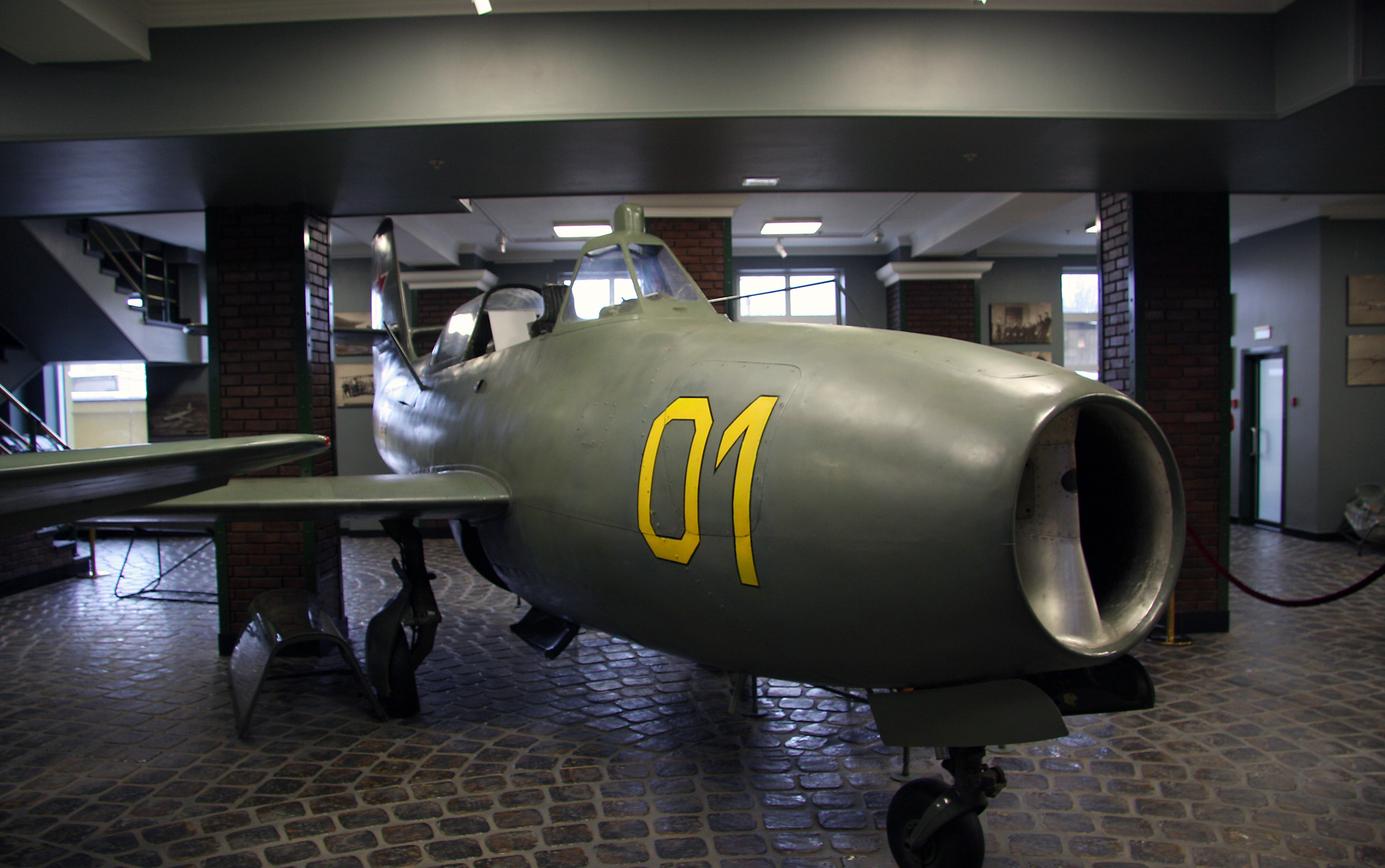
Jakovlev Jak-23UTI

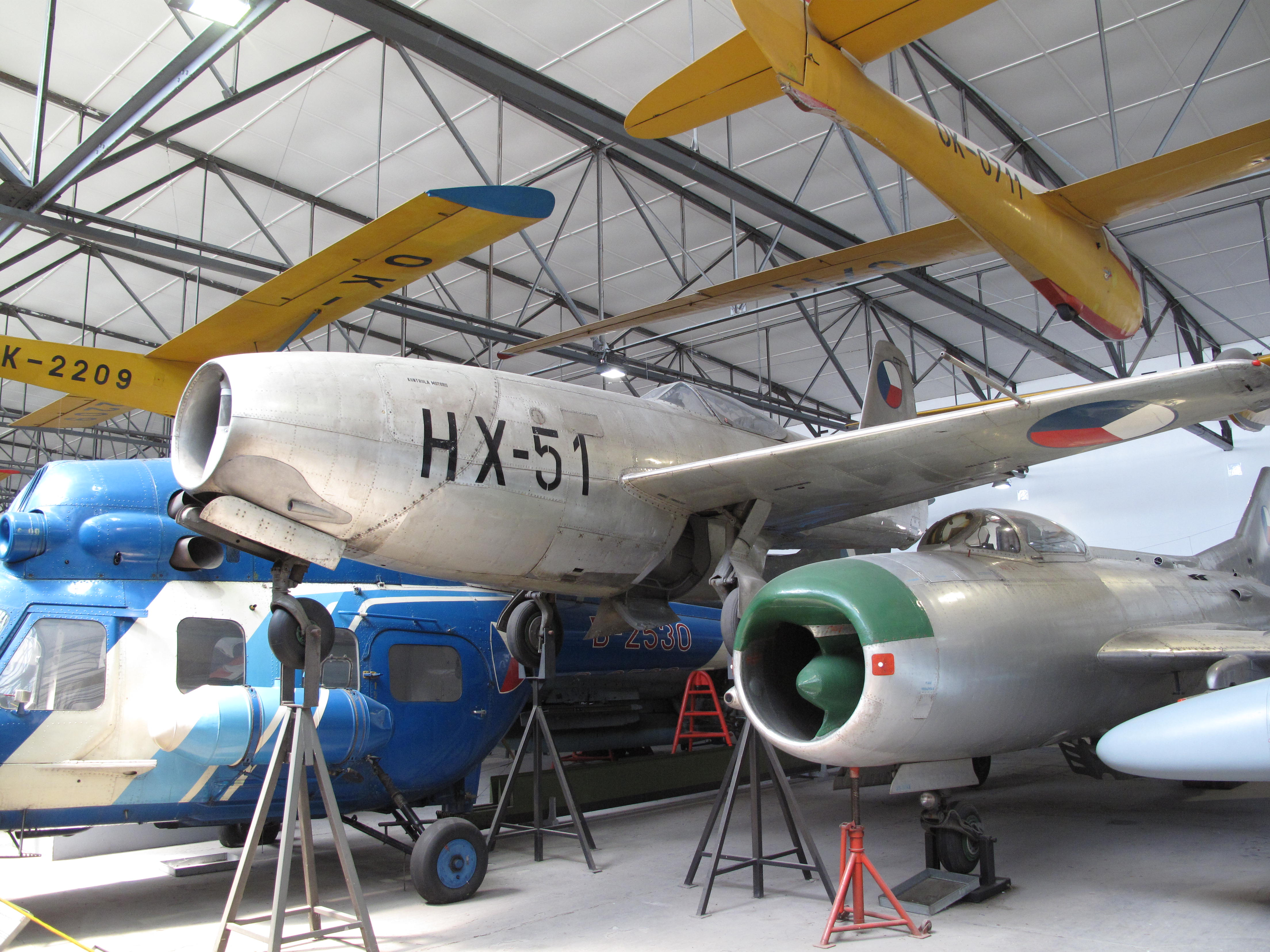
Československý Jak-23 v Leteckém muzeu Kbely

- Albánské letectvo - první letouny získány v roce 1951.[1]

 Bulharsko
- Bulharské letectvo - získalo přes 100 letadel, používána do roku 1958.

 Československo
- Československé letectvo - v roce 1949 získalo 20 letadel.

 Maďarsko
- Maďarské letectvo - používány v letech 1951–1956.

 Severní Korea
- Letectvo Korejské lidové armády - menší počet letounů nasazen během Korejské války.[1]

 Polsko
- Polské letectvo - obdrželo asi 100 letadel používaných v letech 1950 až 1956.

 Rumunsko
- Rumunské letectvo - v roce 1951 získalo 62 letounů a používalo je až do 60. let.

 Sovětský svaz
- Sovětské letectvo - používalo letouny mezi lety 1949 a 1951.

## Specifikace

Jak-23

Údaje dle

### Technické údaje
- Osádka: 1
- Rozpětí: 8,73 m
- Délka: 8,12 m
- Výška: 3,31 m
- Nosná plocha: 13,50 m²
- Hmotnost prázdného letounu: 1980 kg
- Vzletová hmotnost : 3036 kg
- Maximální vzletová hmotnost : 3384 kg
- Pohonná jednotka: 1× Klimov RD-500
- Tah motoru: 1590 kp (15,59 kN) při 14 700 ot/min

### Výkony
- Maximální rychlost:
  - 923 km/h u země
  - 868 km/h ve výšce 5000 m
- Cestovní rychlost: 540 km/h
- Maximální dostup: 14 800 m
- Praktický dostup: 10 000 m
- Počáteční stoupavost: 34 m/sec.
- Čas výstupu do výšky 5000 m: 2 min. 18 sec.
- Dolet: 920–1200 km
- Vytrvalost: 2 hod. 20 min. (se dvěma přídavnými nádržemi po 190 litrech na koncích křídla)

### Výzbroj
- 2 × 23mm kanón Nudelman-Suranov NS-23 nebo Nudelman-Richtěr NR-23 s 90 náboji na zbraň
- 2 × puma do 60 kg